# Свохово (Поморське воєводство)
Свохово (пол. Swochowo, нім. Schwuchow) — село в Польщі, у гміні Слупськ Слупського повіту Поморського воєводства.
Населення — 130 осіб (2011).
У 1975-1998 роках село належало до Слупського воєводства.

## Демографія
Демографічна структура станом на 31 березня 2011 року:
|          | Загалом | Допрацездатний вік | Працездатний вік | Постпрацездатний вік |
| -------- | ------- | ------------------ | ---------------- | -------------------- |
| Чоловіки | 68      | 21                 | 45               | 2                    |
| Жінки    | 62      | 14                 | 41               | 7                    |
| Разом    | 130     | 35                 | 86               | 9                    |